# ما (ترانه گریسی آبرامز)
«ما» (انگلیسی: Us؛ به سبک us. نوشته می‌شود) ترانه‌ای از خواننده و ترانه‌پرداز آمریکایی، گریسی آبرامز است که در دومین آلبوم استودیویی او با عنوان راز ما (۲۰۲۴) قرار دارد. این قطعه با حضور خواننده و ترانه‌پرداز آمریکایی، تیلور سوئیفت اجرا شده است. سوئیفت این ترانه را همراه با آبرامز و آرون دسنر نوشته و با همکاری این دو و جک آنتونوف تهیه کرده است.

## پیش‌زمینه
«ما» نخستین همکاری بین گریسی آبرامز و تیلور سوئیفت است. این همکاری در زمان حضور آبرامز به‌عنوان اجراکنندهٔ افتتاحیه در تور آمریکای شمالی سوئیفت با نام تور دوره‌ها در سال ۲۰۲۳ شکل گرفت. در ۲۳ ژوئن ۲۰۲۴، زمانی که تور به شب سوم خود در ورزشگاه ومبلی، لندن، بریتانیا رسیده بود، آبرامز برای نخستین اجرای زندهٔ این ترانه به صحنه پیوست. این اجرا بخشی از بخش ترانه‌های آکوستیک و سورپرایزی برنامه بود و آبرامز با پیانو و سوئیفت با گیتار حضور داشتند. آبرامز بارها سوئیفت را به‌عنوان یکی از تأثیرگذارترین افراد بر موسیقی خود ذکر کرده است.
تجربهٔ تور با سوئیفت تأثیر قابل‌توجهی بر روند نگارش آبرامز برای آلبوم جدیدش داشت. بار دوم، آبرامز دوباره به صحنه پیوست تا نامزدی این ترانه برای جایزهٔ گرمی را در شب سوم تور در تورنتو، کانادا جشن بگیرند؛ این اجرا به صورت ترکیبی با ترانهٔ دیگر سوئیفت، «بیرون از جنگل‌ها» (۲۰۱۴) ارائه شد.
این ترانه با همکاری و تولید مشترک همکاران قدیمی آبرامز، آرون دسنر و جک آنتونوف ساخته شد. مشارکت‌های اضافی در این قطعه شامل راب موس، لورا سیسک، جیمز مک‌آلیستر و جاناتان لو بود. در طول جلسهٔ نگارش «ما»، یک شمع به‌طور اتفاقی در آپارتمان سوئیفت آتش گرفت که هر دو با هم آن را خاموش کردند. این حادثه در ویدئویی که آبرامز منتشر کرد ثبت شده است. در نهایت، این ترانه در استودیو لانگ پوند دسنر در دره هادسن، نیویورک ضبط شد.